# Blocco telegrafico

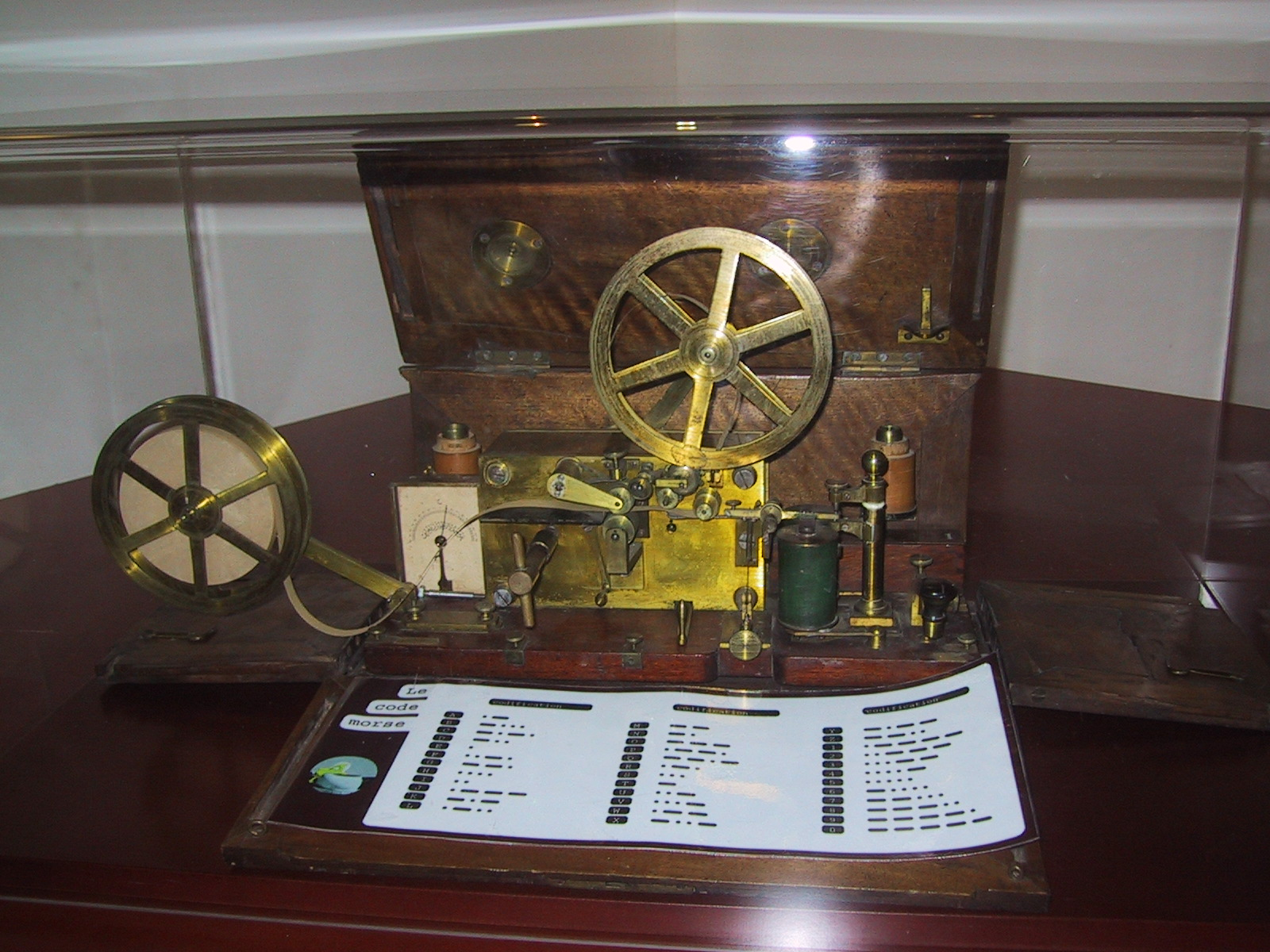
Tipico apparecchio telegrafico in uso nelle stazioni (Cité des télécoms di Pleumeur-Bodou)

Il blocco telegrafico è stato il primo sistema di blocco, adottato dalle principali ferrovie del mondo, poco prima della metà degli anni cinquanta del XIX secolo, che oltre a garantire l'invio di un solo treno per volta in ogni sezione di blocco permetteva lo scambio di informazioni e dispacci.
Il blocco telegrafico fu l'applicazione del telegrafo alla sicurezza della circolazione ferroviaria; i dispacci di invio o di giunto (e tutte le eventuali comunicazioni aggiuntive) inviate mediante il telegrafo in codice morse, scritto su apposita striscia di carta, permettevano di assicurare il regolare invio di un treno in linea e la possibilità di informazioni sulla sua tabella di marcia.
Tali procedure, definite dispacci di movimento, venivano scambiate tra i vari operatori addetti con i quali questi ultimi si scambiavano informazioni in merito ai movimenti dei treni in linea e ai "giunti" nelle stazioni. Per poter inviare un treno in linea si potevano accertare che il treno proveniente dall'altra stazione fosse regolarmente arrivato con tutti i suoi veicoli a destinazione.
In Italia la prima applicazione ferroviaria del telegrafo risale al 30 giugno 1847 ad opera di Carlo Matteucci dell'Università di Pisa sulla tratta ferroviaria Pisa–Livorno.
In seguito il blocco telefonico lo ha sostituito anche se in alcune compagnie ferroviarie del terzo mondo il sistema è sopravvissuto a lungo in ragione della sua economia.